# إل إي من أنا لأحبك
إل إي من أنا لأحبك (بالإنجليزية: LA Who I to Love You)‏ هي قصيدة للمغنية وكاتبة الأغاني الأمريكية لانا ديل ري من مجموعتها الشعرية الأولى "فيوليت هنت في خلف فوق العشب" (بالإنجليزية: Violet Bent Backwards over the Grass)‏(2020). سُجلت القصيدة من قبل ديل ري لألبومها المنطوق الذي يحمل نفس الاسم مع مرافقة موسيقية من قبل جاك أنتونوف. أصدرت الأغنية على منافذ رقمية في 27 يوليو 2020، قبل يوم من إصدار الألبوم.

## الخلفية
أعلنت ديل راي عنها في عام 2018، وقد سبق لها الإشارة إلى مجموعتها الشعرية عدة مرات قبل الإعلان عن إصدارها في أغسطس في مايو 2020. وعند الإعلان، أصدر الناشر، سيمون وشوستر، نشرة دعائية أعلنت عن عدة قصائد جديدة، منها «من أنا لاأحبك». قبل يوم من إصدار الألبوم، أصدرت ديل راي الأغنية كأغنية ترويجية.
مثل بقية الألبوم، كُتبت الأغنية من قبل ديل ري وأنتجها أنتونوف. وتهدف عائدات هذا الألبوم إلى إفادة الجمعيات الخيرية والمنظمات التي تركز على الأمريكيين الأصليين.

## ملخص
تُروى القصيدة بضمير المتكلم، وهو يتبع الراوية في ذكريات عاطفية وحنينية لحياته. من خلال إضفاء الطابع الإنساني على مدينة لوس أنجلوس كشخص، تناشد ديل راي "لوس أنجلوس" إذا كان بإمكانها أن تكون شخصًا ذا أهمية بالنسبة لها. تشمل الموضوعات الرئيسية للقصيدة الندم، والشعور بالذنب، والشهرة، والطفولة المضطربة، والخداع.
تشير الأغنية إلى مدن لوس أنجلوس وسان فرانسيسكو ونيويورك.